# Gert Fröbe
Gert Fröbe (25 de febrer de 1913 – 5 de setembre de 1988) va ser un actor cinematogràfic alemany, conegut pel seu paper d'Auric Goldfinger en la pel·lícula de la sèrie James Bond film Goldfinger, així com per les seves interpretacions a Die Dreigroschenoper, Chitty Chitty Bang Bang i Der Räuber Hotzenplotz.

## Biografia

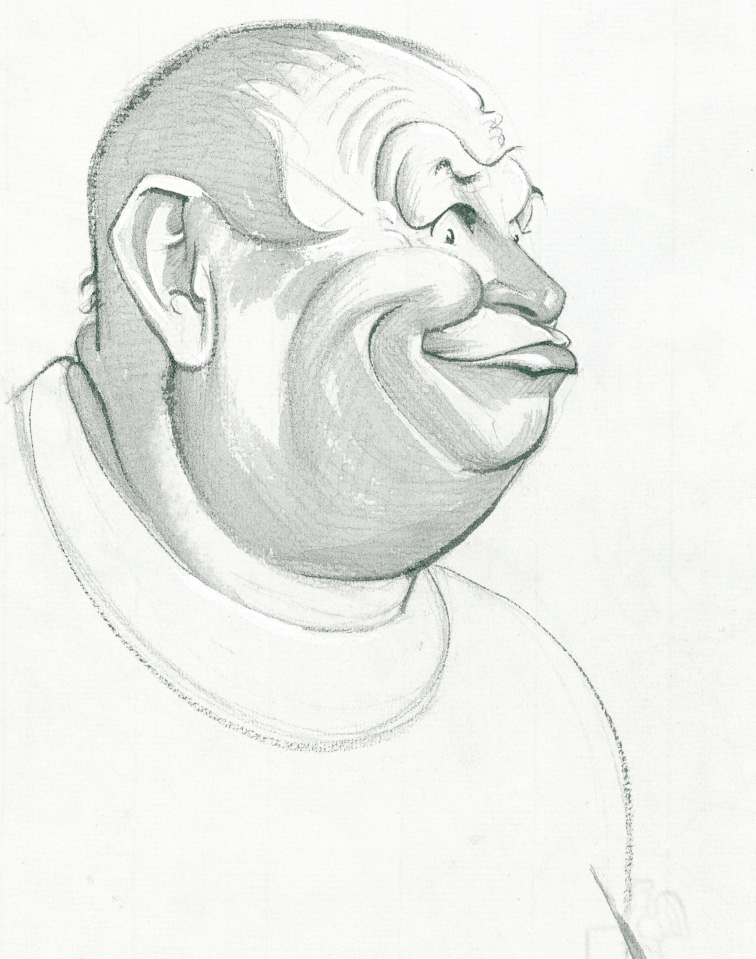
Caricatura de Gert Fröbes per Hans Pfannmüller, 1976

El seu nom complet era Karl Gerhart Fröbe, i va néixer a Oberplanitz (actualment part de Zwickau), Alemanya, fill d'Otto Johannes Fröbe, un sabater, i la seva esposa, Alma. Encara que en els seus començaments va ser violinista, Fröbe es va dedicar després a actuar al teatre i al cabaret. El seu mestre va ser Erich Ponto, que va ser el que va reconèixer el seu talent com a comediant.
En 1934, amb 21 anys, va ingressar en el Partit Nacionalsocialista Obrer Alemany, el qual va abandonar en 1937. Durant el règim Nazi, Fröbe va ajudar a fugir de la Gestapo a dos jueus alemanys.
Fröbe va guanyar la fama amb una de les primeres pel·lícules alemanyes rodades després de la Segona Guerra Mundial, Berliner Ballade (1948), en la qual interpretava a "Otto Normalverbraucher" (literalment, Otto Consumidor Mitjà). En 1958 va ser triat per a encarnar al malvat en la cinta hispano-germano-suïssa El cebo, adaptació de la novel·la de Friedrich Dürrenmatt, "La promesa". El seu paper com a assassí en sèrie de nenes va cridar l'atenció dels productors de la cinta de 1964 de la sèrie de James Bond Goldfinger, que li van donar el paper d'un dels malvats més recordats de tota la saga, Auric Goldfinger. A causa de la seva antiga pertinença al Partit Nacionalsocialista Obrer Alemany, al principi Goldfinger va ser prohibida a Israel, fins que una família jueva a la qual ell havia protegit durant la guerra va decidir sortir a la llum pública, agraint-li haver-los salvat la vida.

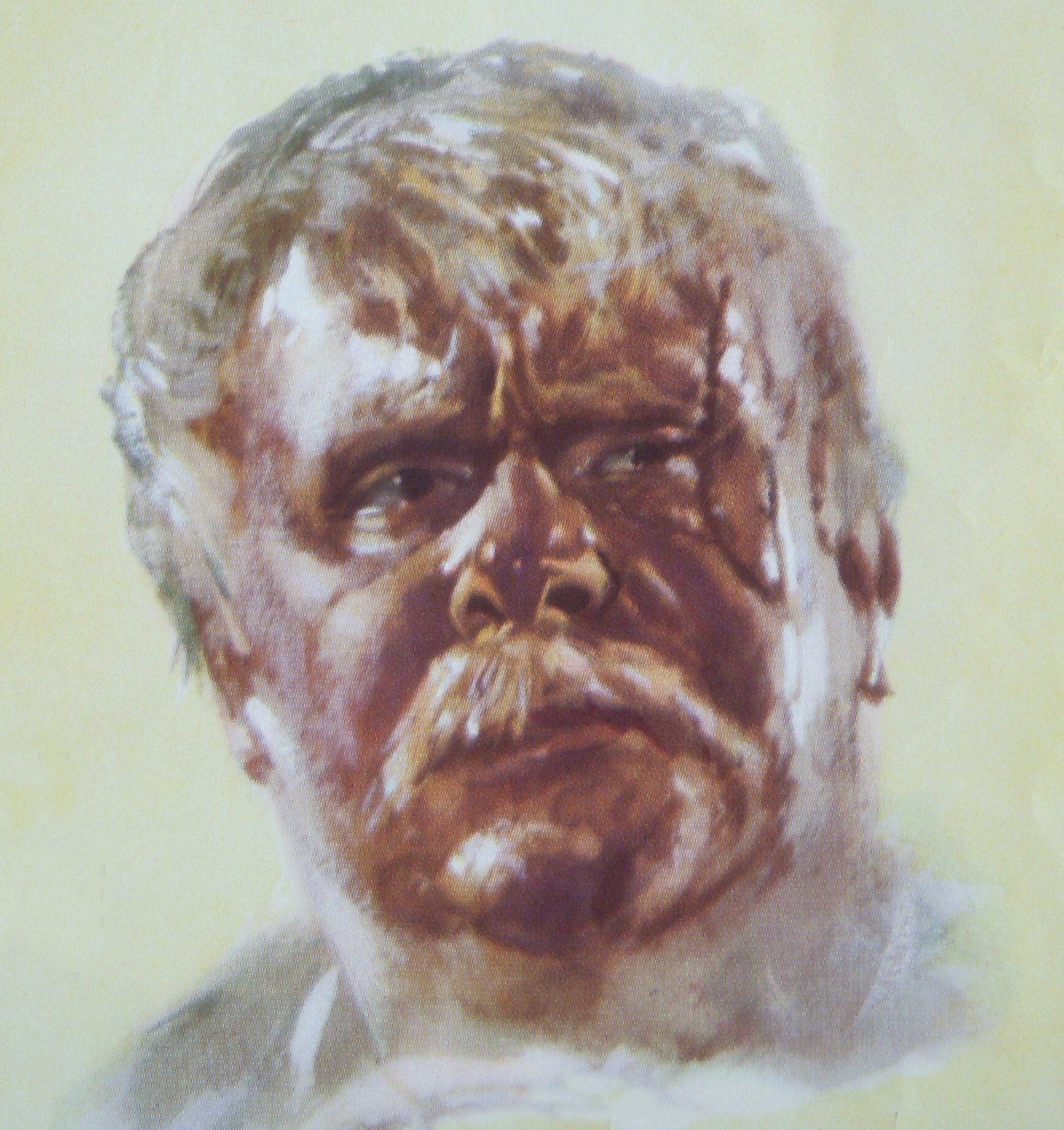
Gert Fröbe a Und ewig singen die Wälder, il·lustració de Helmuth Ellgaard, 1959.

Fröbe va participar en els anys 1960 en diverses produccions plagades d'estrelles, entre elles Es crema París?, The Longest Day, Those Magnificent Men in their Flying Machines i Monte Carlo or Bust!. A causa del seu fort accent alemany, Fröbe va ser doblegat en alguns dels seus papers clàssics, en el cas de Chitty Chitty Bang Bang per l'estatunidenc Roger C. Carmel, i a Goldfinger pel britànic Michael Collins. Una altra cinta destacada en la qual va participar va ser Dòlars, dòlars, dòlars (1971), amb Goldie Hawn i Warren Beatty. En els anys 1980 Fröbe va fer petits papers en comercials del Mercedes Benz W123, col·laborant en la promoció del vehicle.
El seu últim paper televisiu va tenir lloc en la sèrie televisiva de la ZDF Die Schwarzwaldklinik. L'episodi en el qual va participar, Hochzeit mit Hindernissen, es va emetre el 25 de març de 1989, després de la seva defunció.
A més d'actuar, Fröbe va ser un prolífic recitador de poesia lírica, especialment de la de Christian Morgenstern i Joachim Ringelnatz i Erich Kästner.
Gert Fröbe es va casar en cinc ocasions. Del seu primer matrimoni amb Clara Peter va tenir un fill, Utz. Entre 1953 i 1959 va estar casat amb la crítica cinematogràfica Hannelore Görtz. El seu tercer matrimoni va ser amb l'actriu i cantant Tatjana Iwanow, de qui va adoptar el seu fill Andreas Seyferth. Amb la periodista radiofònica va romandre casat des de 1962 fins a la mort d'ella en 1968. Finalment, en 1970 es va casar amb Karin Kuderer-Pistorius, de la que també d'adoptà la filla Beate.
Gert Fröbe va morir a Múnic el 1988, a causa d'un infart agut de miocardi. Tenia 75 anys. Va ser enterrat al Cementiri Waldfriedhof d'Icking.

## Filmografia
- 1945: Die Kreuzlschreiber
- 1948: Der Herr vom andern Stern
- 1948: Berliner Ballade
- 1949: Nach Regen scheint Sonne
- 1951: Decision Before Dawn
- 1952: Der Tag vor der Hochzeit
- 1953: Man on a Tightrope
- 1953: Salto mortale
- 1953: Die vertagte Hochzeitsnacht
- 1953: Ein Herz spielt falsch
- 1953: Arlette erobert Paris
- 1953: Hochzeit auf Reisen
- 1953: Die kleine Stadt will schlafen gehen
- 1954: Morgengrauen
- 1954: Das Kreuz am Jägerstein
- 1954: Mannequins für Rio
- 1954: Das zweite Leben
- 1954: Ewiger Walzer
- 1954: Mr. Arkadin
- 1955: Vom Himmel gefallen
- 1955: Der dunkle Stern
- 1955: Ich weiß, wofür ich lebe
- 1955: Die Helden sind müde
- 1955: Das Forsthaus in Tirol
- 1956: Ein Mädchen aus Flandern
- 1956: Ein Herz schlägt für Erika
- 1956: Waldwinter
- 1956: Robinson soll nicht sterben
- 1957: Typhon sur Nagasaki
- 1957: Der tolle Bomberg
- 1957: El que debe morir
- 1957: Das Herz von St. Pauli
- 1957/59: Échec au porteur
- 1957: Kavaliere
- 1958: Grabenplatz 17
- 1958: Das Mädchen Rosemarie
- 1958: I battelieri del Volga
- 1958: Nasser Asphalt
- 1958: Der Pauker
- 1958: El cebo
- 1958: Das Mädchen mit den Katzenaugen
- 1958: Charmants garçons
- 1958: Nick Knattertons Abenteuer
- 1959: Jons und Erdme
- 1959: Menschen im Hotel
- 1959: Am Tag, als der Regen kam
- 1959: Und ewig singen die Wälder
- 1959: Der Schatz vom Toplitzsee
- 1959: Alt Heidelberg
- 1959: Ihr Verbrechen war Liebe
- 1960: Das kunstseidene Mädchen
- 1960: Soldatensender Calais
- 1960: Die 1000 Augen des Dr. Mabuse
- 1960: Bis dass das Geld euch scheidet
- 1960: Le bois des amants
- 1960: Der Gauner und der liebe Gott
- 1961: Der grüne Bogenschütze
- 1961: Im Stahlnetz des Dr. Mabuse
- 1961: Via Mala
- 1961: Auf Wiederseh’n
- 1962: The Longest Day
- 1962: Die Rote
- 1962: Das Testament des Dr. Mabuse
- 1962: Der Mörder
- 1963: Mein Mann, der Goldesel
- 1963: Die Dreigroschenoper
- 1963: Peau de banane
- 1963: Cent mille dollars au soleil
- 1964: Tonio Kröger
- 1964: Echappement libre
- 1964: Goldfinger
- 1965: Vent a les veles
- 1965: Those Magnificent Men in their Flying Machines
- 1965: Das Liebeskarussell
- 1966: Rififi in Paris
- 1966: Ganovenehre
- 1966: Es crema París?
- 1967: Triple joc (Triple Cross o La fantastique histoire vraie d'Eddie Chapman)
- 1967: Tolldreiste Kerle in rasselnden Raketen
- 1967: J'ai tué Raspoutine
- 1968: Caroline chérie – Schön wie die Sünde
- 1968: Chitty Chitty Bang Bang
- 1969: Monte Carlo or Bust!
- 1971: Dòlars, dòlars, dòlars
- 1972: Ludwig
- 1973: Morgenstern am Abend (TV)
- 1974: Der Räuber Hotzenplotz
- 1974: And Then There Were None
- 1974: Nuits rouges
- 1975: Ambición fallida
- 1975: Mein Onkel Theodor oder Wie man im Schlaf viel Geld verdient
- 1976: Sonntagsgeschichten (TV)
- 1976: Die Schuldigen mit den sauberen Händen (TV)
- 1977: Das Gesetz des Clans
- 1977: Das Schlangenei
- 1977: Tod oder Freiheit
- 1977: Der Schimmelreiter
- 1978: Der Tiefstapler
- 1979: Blutspur
- 1980: Le coup du parapluie
- 1981: Der Falke
- 1981: Ein sturer Bock (TV)
- 1981: Parcelle brillante (TV)
- 1982: Der Garten (TV)
- 1982: Der Raub der Sabinerinnen (TV)
- 1984: August der Starke (TV)
- 1984: Alte Sünden rosten nicht (TV)
- 1986: The Little Vampire (TV)
- 1989: Die Schwarzwaldklinik (TV)

## Premis
- 1959: Premi de la Crítica Alemanya
- 1961: Premi Ernst Lubitsch
- 1961: Premi al major actor del Festival Internacional de Cinema de Sant Sebastià per Der Gauner und der liebe Gott[7]
- 1966: Premi Bambi
- 1967: Bambi
- 1973: Orde del Mèrit de la República Federal Alemanya[8]
- 1976: Karl-Valentin-Ordre
- 1978: Filmband in Gold per la seva trajectòria cinematogràfica
- 1982: Orde al Mèrit de Baviera
- 1983: Verleihung der Goldenen Kamera
- 1985: Premi de Plata del Dramatiker Union

## Documental
- Gert Fröbe. Der Mann mit den tausend Gesichtern. Alemania, 2010, 45 Min., escrit i dirigit per Michael Strauven, Producció: SWR, Inhaltsangabe der ARD, Besprechung Arxivat 2015-04-14 a Wayback Machine. der Berliner Morgenpost.